# Karbenicillin

strukturformel

Karbenicillin är ett antibiotikum som tillhör gruppen penicilliner. Karbenicillin är en semisyntetisk analog av det naturliga penicillinet. Karbenicillin motverkar tillväxt av gramnegativa bakterier. Karbenicillin, precis som andra penicilliner, kan brytas ned av enzymet beta-laktamas.
Karbenicillin har hög vattenlöslighet och är stabilare än till exempel ampicillin, som är ett annat derivat av penicillin.